# Лівонія-Сентер (Нью-Йорк)
Лівонія-Сентер (англ. Livonia Center) — переписна місцевість (CDP) в США, в окрузі Лівінгстон штату Нью-Йорк. Населення — 417 осіб (2020).

## Географія
Лівонія-Сентер розташована за координатами 42°49′16″ пн. ш. 77°38′31″ зх. д. / 42.82111° пн. ш. 77.64194° зх. д. (42.821060, -77.642011).  За даними Бюро перепису населення США в 2010 році переписна місцевість мала площу 2,12 км², уся площа — суходіл.

## Демографія
Згідно з переписом 2010 року, у переписній місцевості мешкала 421 особа в 168 домогосподарствах у складі 114 родин. Густота населення становила 199 осіб/км².  Було 176 помешкань (83/км²).
Расовий склад населення:
| - 98,6 % — білих - 1,0 % — чорних або афроамериканців |

До двох чи більше рас належало 0,5 %. Частка іспаномовних становила 0,5 % від усіх жителів.
За віковим діапазоном населення розподілялося таким чином: 24,2 % — особи молодші 18 років, 65,1 % — особи у віці 18—64 років, 10,7 % — особи у віці 65 років та старші. Медіана віку мешканця становила 41,3 року. На 100 осіб жіночої статі у переписній місцевості припадало 94,9 чоловіків;  на 100 жінок у віці від 18 років та старших — 95,7 чоловіків також старших 18 років.
Середній дохід на одне домашнє господарство  становив 76 391 долар США (медіана — 72 300), а середній дохід на одну сім'ю — 81 393 долари (медіана — 72 350). За межею бідності перебувало 4,7 % осіб, у тому числі 0,0 % дітей у віці до 18 років та 30,0 % осіб у віці 65 років та старших.
Цивільне працевлаштоване населення становило 149 осіб. Основні галузі зайнятості: освіта, охорона здоров'я та соціальна допомога — 36,2 %, виробництво — 22,8 %, будівництво — 18,8 %.